# Lady Double Dealer
Lady Double Dealer ist ein Lied der britischen Rockband Deep Purple, das 1974 auf dem Album Stormbringer veröffentlicht wurde, und auch als Single erschien. Der Stil des Songs ist im Genre des Hard Rock und des frühen Heavy Metal angesiedelt.

## Aufnahme
Lady Double Dealer wurde im August des Jahres 1974 in den Münchner Musicland Studios eingespielt, und gilt neben dem Titelstück Stormbringer als der am meisten treibende und feuernde Song des Albums.

## Liveaufführungen
Live wurde das in der Studioversion sanfter gespielte Gitarrensolo von Ritchie Blackmore elektronisch verstärkt und lebte vor allem von seinem schnellen und schreienden Sound. Lady Double Dealer war Anfang 1975 Bestandteil in deren Liveprogramm. Nach dem Ausstieg von Blackmore im April desselben Jahres wurde der Song mit seinem Nachfolger Tommy Bolin nicht mehr aufgeführt. Lady Double Dealer befindet sich auf diversen Konzertmitschnitten wie Graz 1975 oder Live in Paris 1975, sowie auf dem bei diesen und einem Konzert in Saarbrücken eingespielten, und 1976 nach der Auflösung von Deep Purple, herausgegebenen Livealbum Made in Europe wieder. Nach der Reunion von Deep Purple im Jahr 1984 wurde der Song aus dem Liveprogramm gestrichen, und bis heute nicht mehr live aufgeführt.

## Coverversionen
2015 wurde Lady Double Dealer gemeinsam mit 14 anderen Liedern aus der "Coverdale-Ära" auf Whitesnakes The Purple Album veröffentlicht. Der Song wurde um 1978 auch durch die erste Besetzung von Iron Maiden mit Paul Di’Anno und später sowohl durch Ex-Deep Purple Bassist Glenn Hughes als auch durch Ex-Sänger Joe Lynn Turner gecovert.